# Кінгстон-апон-Темс (боро)
Кі́нгстон-апон-Те́мс або Кі́нгстон-на-Те́мзі (англ. Royal Borough of Kingston upon Thames) — боро на південному заході Лондона.

## Географія
Боро межує з Річмондом-на-Темзі та Вандзвертом на півночі, з Мертоном і Саттоном на сході.

## Райони
- Беррілендс
- Гук
- Кінгстон-апон-Темс
- Кінгстон Вейл
- Кум
- Мелден Рашетт
- Мостпур Парк
- Нью-Мелден
- Норбітон
- Олд-Мелден
- Сітінг Веллз
- Сарбітон
- Толворт
- Чессінгтон